# Docidocercus pehlkei
Docidocercus pehlkei is een rechtvleugelig insect uit de familie sabelsprinkhanen (Tettigoniidae). De wetenschappelijke naam van deze soort is voor het eerst geldig gepubliceerd in 1960 door Beier.
1. ↑  (en) Docidocercus pehlkei op de IUCN Red List of Threatened Species.